# James Watt
James Watt (Greenock, 19 de janeiro de 1736 – Handsworth, 25 de agosto de 1819) foi um matemático e engenheiro britânico.
Construtor de instrumentos científicos, destacou-se pelos melhoramentos que introduziu no motor a vapor, que se constituíram num passo fundamental para a Revolução Industrial. Foi um importante membro da Lunar Society. Muitos dos seus textos estão atualmente na Biblioteca Central de Birmingham.
Nasceu em 19 de janeiro de 1736 em Greenock, uma cidade portuária. Gostava de passar seu tempo livre na oficina do pai, um construtor de casas e barcos, construindo modelos. Sua mãe Agnes Muirhead veio de uma família muito importante, onde fora bem educada. Ambos eram presbiterianos e muito conservadores. Watt frequentou a escola irregularmente, devido à saúde frágil e educou-se em casa com a mãe. Posteriormente foi à escola para aprender grego, latim e matemática. Possuía grande destreza manual e facilidade em matemática. Dedicou-se a lendas da cultura escocesa.
Aos dezoito anos, falece sua mãe e a saúde de seu pai começa a decair. Então Watt resolve viajar para Londres a fim de estudar fabricação de instrumentos, durante um ano, porém teve que deixar a cidade em 1756 devido a problemas de saúde. Posteriormente retornou para a Escócia, e investiu na fabricação de seus próprios instrumentos. Todavia, por não ter servido como aprendiz durante os sete anos obrigatórios, a "Glasgow Guilg Hammermen" (associação local dos artesãos que utilizam "martelos") não permitiram dar continuidade em suas atividades, assim proibindo a prática de confeccionador de instrumentos na Escócia.
Mas Watt foi apoiado por três professores da Universidade de Glasgow, que ofereceram a ele a oportunidade de participar de uma pequena oficina com a universidade, que teve início em 1758, sendo que Joseph Black, professor físico-químico, acabou por tornar-se seu amigo.
Em 1764, Watt casa-se com sua prima Margaret Miller, com a qual teve cinco filhos, mas em 1772, ela morre ao dar a luz.

## Investigação na área do vapor
Quatro anos após ter aberto sua loja, Watt iniciou seus experimentos com vapor, incentivado por seu amigo, o professor John Robinson. Watt nunca havia trabalhado com máquinas a vapor, mas mesmo assim ele persistiu na construção de um modelo. Encontrou muita dificuldade a princípio, mas continuou com seus experimentos, descobriu a importância do calor latente, e compreendeu a engenharia aplicada em tais máquinas, ao qual Watt acabou por tornar-se famoso alguns anos mais tarde.
E com o apoio da Universidade, através de máquinas e equipamentos, pode pesquisar e fazer diversos experimentos na área. Até que ele mostrou que 80% do calor do aquecedor é consumido para esquentar o cilindro, por que o vapor é condensado e separado em um compartimento no pistão, que mantém o cilindro na mesma temperatura do vapor injetado. Tal pesquisa teve fim em 1765, e ele logo iniciou um novo trabalho.
Neste mesmo ano, inventou uma máquina a vapor com menores problemas de perda de energia em relação às bombas anteriores e que poderia também gerar movimento circular. Com o progresso da metalurgia, a máquina pode obter a precisão que requeria.
Sendo agora seu novo trabalho a produção em grande escala desta máquina. Precisou de muito capital, do qual maior parte teve origem de Black. Conseguiu também um bom patrocínio de John Roebuck, o fundador da Carron Iron Works, com o qual tornou-se sócio. Todavia, sua principal dificuldade fora com máquinas cilíndricas e pistões cilíndricos. Muito capital foi gasto na tentativa de adquirir patentes, pois naquela época era necessário uma lei Parlamentar. Foi também forçado a empregar um oficial do governo que verificou seu trabalho por oito anos. Posteriormente Roebuck entra em falência, e Matthew Boulton, dono da Soho, assume sua posição, iniciando seu trabalho próximo de Birmingham, adquirindo também suas patentes legais. Assim Watt e Boulton formam uma grande e promissora parceria (Boulton & Watt), que durou vinte cinco anos.
E assim, finalmente Watt teve acesso ao melhor ferro do mundo. Suas maiores dificuldades na confecção de largos cilindros com pistões firmes foram solucionadas por John Wilkinson, que desenvolveu técnicas precisas de perfuração. Contudo, em 1776, a primeira máquina foi instalada e operada em uma empresa. Nos cinco anos seguintes, Watt manteve-se muito ocupado com instalações de máquinas, e principalmente em Cornwall com bombas para retirar água de minas.
Em 1763, foi chamado para reparar um modelo da maquina de Newcomen, pertencente à universidade de Glasgow. Durante o processo, Watt reparou que o arrefecimento do vapor dentro do cilindro levava ao arrefecimento desnecessário de toda a máquina, e pensou em vários tipos de melhoramentos que poderiam torná-la muito mais eficiente em termos energéticos. A adição de uma câmara de condensação separada evitaria as perdas de energia verificadas por meio do resfriamento do cilindro para a condensação do mesmo. Endividado, associou-se a John Roebuck, que o ajudou financeiramente. Um protótipo foi construído e sobre ele se realizou a correcção de algumas falhas. Matthew Boulton, dono de uma firma de engenharia, comprou a parte de Roebuck e deu início à construção das máquinas projectadas por Watt.

## Soho Foundry
A princípio a parceria fez o desenho e especificações dos motores, e supervisionou a obra de montagem na propriedade do cliente. Eles produziram quase nenhuma das peças sozinhos. Watt fez a maior parte de seu trabalho em sua casa em Harper's Hill, em Birmingham, enquanto Boulton trabalhava na Soho Manufactory. Gradualmente, os sócios começaram a fabricar mais e mais peças e, em 1795, adquiriram uma propriedade a cerca de um quilômetro da fábrica do Soho, nas margens do Canal de Birmingham, para estabelecer uma nova fundição para a fabricação dos motores. A Soho Foundry foi inaugurada formalmente em 1796, numa época em que os filhos de Watt, Gregory e James Jr. estavam fortemente envolvidos na gestão da empresa. Em 1800, o ano da aposentadoria de Watt, a empresa fabricava um total de 41 motores.

## Auge
Essa máquina, que permitiu aumentar em 75% o rendimento da máquina de Newcomen, foi patenteada por Watt em 1769. O ápice de suas invenções ocorreu depois que Boulton o instigou a converter o movimento recíproco do pistão para produzir uma grande força rotacional, tornando a manivela uma solução mais lógica e prática. Esta, juntamente com o mecanismo de biela-manivela inventado pelo inglês James Pickard em 1780, permitiu transformar o movimento retilíneo alternativo do êmbolo da máquina a vapor em um movimento rotativo de volante, contribuíram decisivamente para o avanço da Revolução Industrial.
De 1776 a 1781 ele viajou pelo Reino Unido ajudando a instalar suas máquinas. Fez inúmeras outras melhorias e modificações nas máquinas a vapor, e também algumas que facilitaram a manufatura e instalação que foram continuamente implementadas. Criou a engrenagem central de sistema planetário, que permitiu à máquina desenvolver o movimento rotativo. Desenvolveu também um sistema de hastes conectadas a um pistão motriz, em um cilindro instalado verticalmente. Além de várias invenções que posteriormente foram por ele patenteadas, inclusive ajudou a produzir uma máquina que fora cinco vezes mais eficiente que as similares, iniciando a nova era industrial, pois utilizava combustível. Escreveu também um artigo para a Royal Society de Londres, em 1783, sugerindo que a água seria uma combinação de dois gases, ideia que viria a ser confirmada por Antoine Lavoisier. Watt descobriu também métodos de trabalhar com a expansão do vapor.
E em 1777, Watt casou-se com Ann McGregor, com quem teve mais dois filhos, filha de um fabricante de tintas de Glasgow, que muito lhe ajudou. Sua segunda esposa falece em 1832.
Por conta do perigo devido às altas temperaturas nas caldeiras, poderiam ocorrer vazamentos, tornando a manipulação perigosa. Watt foi contra a ideia de ser o pioneiro na utilização de altas pressões de vapor, utilizando apenas baixíssimas pressões em suas máquinas.
A fim de garantir os créditos de suas invenções e assegurar que nenhum outro estaria apto para realizar algo semelhante, arquivou suas patentes, escreveu em uma carta para Boulton, em 17 de agosto de 1784: "I have given such descriptions of engines for wheel carriages as I could do in the time and space I could allow myself; but it is very defective and can only serve to keep other people from similar patents" (Tenho dado tantas descrições de motores para vagões com rodas quanto pude no tempo e espaço que pude permitir; mas isso é muito defeituoso e apenas serve para manter outras pessoas com patentes semelhantes).
Em 1785, Watt e Boulton tornaram-se membros da Royal Society. E Watt em 1790 completou os aperfeiçoamentos de sua máquina a vapor, a qual recebeu o seu nome e se tornou fundamental para o sucesso da Revolução Industrial. Essa então começou a ser rapidamente empregada ao bombeamento de água de minas, ao aquecimento de máquinas em moinhos de farinha, fiações, tecelagens e à fabricação de papel.

## Últimos anos
Em 1800 a primeira patente de Watt expirou e ele, já na condição de um homem muito rico, aposentou-se, deixando para os filhos a direção de seus negócios. E em 1814, James tornou-se membro estrangeiro da Académie des Sciences (Academia Francesa de Ciência), e também da Sociedade Real de Edimburgo (Royal Society of Edinburgh) e da Sociedade Real de Londres (Royal Society of London).
Watt continuou a inventar outras coisas antes e durante sua semi-aposentadoria. Em sua casa em Handsworth, Staffordshire, Watt fez uso de um sótão como oficina, e foi onde que ele trabalhou em muitas de suas invenções. Entre outras coisas, ele inventou e construiu várias máquinas para copiar esculturas e medalhões que funcionaram muito bem, mas que ele nunca patenteou. Uma das primeiras esculturas que ele produziu com a máquina foi uma pequena cabeça de seu velho amigo professor Adam Smith. Ele manteve seu interesse pela engenharia civil e foi consultor em vários projetos importantes. Ele propôs, por exemplo, um método para construir um tubo flexível a ser usado para bombear água sob o Clyde em Glasgow.
No ano de 1824 foram produzidas 1164 máquinas a vapor, tendo a potência de cerca de 26 000 hp (19 400 kW).[carece de fontes?] E em 1974, Boulton & Watt estabeleceu a exclusiva manufatura de máquinas a vapor, tornando um ótimo empreendimento. Watt começou então a dedicar-se exclusivamente a novas invenções, como aperfeiçoamentos do motor a vapor, um pantógrafo para escultores e um copiador de cartas, por exemplo.
Viveu de 1736 a 1819 e em sua homenagem, devido a suas contribuições científicas, a unidade de potência do "International System of Units" (SI) recebeu o seu nome.

## Honras
Watt foi muito homenageado em seu próprio tempo. Em 1784 foi nomeado membro da Royal Society de Edimburgo e foi eleito membro da Batavian Society for Experimental Philosophy, de Rotterdam em 1787. Em 1789 foi eleito para o grupo de elite, a Smeatonian Society of Civil Engineers. Em 1806 ele foi agraciado com o doutor honorário em Direito pela Universidade de Glasgow. A Academia Francesa elegeu-o Membro Correspondente e ele foi feito Associado Estrangeiro em 1814.
Em 29 de maio de 2009, o Banco da Inglaterra anunciou que Boulton e Watt apareceriam com uma nova nota de £ 50. O design é o primeiro a apresentar um retrato duplo em uma nota do Banco da Inglaterra e apresenta os dois industriais lado a lado com imagens da máquina a vapor de Watt e da fábrica Soho de Boulton. As citações atribuídas a cada um dos homens estão inscritas na nota: "Vendo aqui, senhor, o que todo o mundo deseja ter - PODER" (Boulton) e "Não consigo pensar em outra coisa senão nesta máquina" (Watt). A inclusão de Watt é a segunda vez que um escocês aparece em uma nota do Banco da Inglaterra (o primeiro foi Adam Smith na nota de £ 20 de 2007). Em setembro de 2011, foi anunciado que as notas entrariam em circulação em 2 de novembro.
Em 2011, ele foi um dos sete induzidos ao Hall da Fama da Engenharia Escocesa.

## Memoriais
Watt foi enterrado no terreno da Igreja de Santa Maria, em Handsworth, em Birmingham. A expansão posterior da igreja, sobre seu túmulo, significa que seu túmulo está agora dentro da igreja.
A oficina do sótão que Watt usou em sua aposentadoria foi deixada, trancada e intocada, até 1853, quando foi vista pela primeira vez por seu biógrafo J. P. Muirhead. Depois disso, foi ocasionalmente visitado, mas deixado intocado, como uma espécie de santuário. A proposta de transferi-lo para o Escritório de Patentes deu em nada. Quando a casa estava para ser demolida em 1924, a sala e todo o seu conteúdo foram apresentados ao Museu da Ciência, onde foi recriada na sua totalidade. Permaneceu em exposição aos visitantes durante muitos anos, mas foi vedado quando a galeria em que o alojou fechou. A oficina permaneceu intacta e preservada e, em março de 2011, foi colocada em exibição pública como parte de uma nova exposição permanente do Museu de Ciência, "James Watt e nosso mundo".
A localização aproximada do nascimento de James Watt em Greenock é comemorada por uma estátua. Vários locais e nomes de ruas em Greenock lembram-no, principalmente a Watt Memorial Library, que foi iniciada em 1816 com a doação de livros científicos por Watt e desenvolvida como parte da Watt Institution por seu filho (que acabou se tornando o James Watt College). Assumida pela autoridade local em 1974, a biblioteca agora também abriga a coleção de história local e arquivos de Inverclyde, e é dominada por uma grande estátua sentada no vestíbulo. Watt é também comemorado por estátuas em George Square, Glasgow e Princes Street, Edimburgo, bem como vários outros em Birmingham, onde também é lembrado pelas Moonstones e uma escola é nomeada em sua homenagem.
O James Watt College se expandiu de sua localização original para incluir campi em Kilwinning (North Ayrshire), Finnart Street e The Waterfront em Greenock, e o campus de esportes em Largs. A Universidade Heriot-Watt, perto de Edimburgo, foi outrora a Escola de Artes de Edimburgo, fundada em 1821 como o primeiro Instituto de Mecânica do mundo, mas para homenagear George Heriot, o financista do século 16 do Rei James, e James Watt, após a Carta Real de o nome foi alterado para Heriot-Watt University. Dezenas de edifícios de universidades e faculdades (principalmente de ciência e tecnologia) têm o nome dele. A casa de Matthew Boulton, Soho House, agora é um museu, comemorando o trabalho dos dois homens. A Faculdade de Engenharia da Universidade de Glasgow tem sua sede no Edifício James Watt, que também abriga o departamento de Engenharia Mecânica e o departamento de Engenharia Aeroespacial. A enorme pintura de James Watt contemplando a máquina a vapor de James Eckford Lauder agora é propriedade da Galeria Nacional da Escócia.
Há uma estátua de James Watt em Piccadilly Gardens, Manchester e City Square, Leeds.
Uma estátua colossal de Watt por Chantrey foi colocada na Abadia de Westminster, e mais tarde foi transferida para a Catedral de São Paulo. No cenotáfio, a inscrição diz, em parte, "JAMES WATT … AMPLIANDO OS RECURSOS DE SEU PAÍS, AUMENTOU O PODER DO HOMEM E SESSOU A UM LUGAR EMINENTE ENTRE OS MAIS ILUSTRIOSOS SEGUIDORES DA CIÊNCIA E DOS REAIS BENEFATORES DO MUNDO".
Um busto de Watt está no Salão dos Heróis do Monumento Nacional Wallace em Stirling.

## Patentes
Watt foi o único inventor listado em suas seis patentes:
- Patente 913: Um método para diminuir o consumo de vapor em máquinas a vapor - o condensador separado. A especificação foi aceita em 5 de janeiro de 1769; inscrito em 29 de abril de 1769 e estendido até junho de 1800 por uma lei do Parlamento em 1775.
- Patente 1 244: Um novo método de copiar cartas. A especificação foi aceita em 14 de fevereiro de 1780 e registrada em 31 de maio de 1780.
- Patente 1 306: Novos métodos para produzir um movimento de rotação contínua - sol e planeta. A especificação foi aceita em 25 de outubro de 1781 e inscrita em 23 de fevereiro de 1782.
- Patente 1 321: Novas melhorias em motores a vapor - expansivo e de dupla ação. A especificação foi aceita em 14 de março de 1782 e registrada em 4 de julho de 1782.
- Patente 1 432: Novas melhorias nas máquinas a vapor - movimento de três barras e carro a vapor. A especificação foi aceita em 28 de abril de 1782 e registrada em 25 de agosto de 1782.
- Patente 1 485: Métodos recentemente melhorados de construção de fornos. A especificação foi aceita em 14 de junho de 1785 e registrada em 9 de julho de 1785.

## Envio de Patentes
Edward Bull começou a construir motores para Boulton e Watt na Cornualha em 1781. Em 1792, ele começou a fabricar motores de seu próprio projeto, mas que continham um condensador separado, e assim infringiu as patentes de Watt. Dois irmãos, Jabez Carter Hornblower e Jonathan Hornblower Jr, também começaram a construir motores na mesma época. Outros começaram a modificar os motores Newcomen adicionando um condensador, e os proprietários da mina na Cornualha se convenceram de que a patente de Watt não poderia ser aplicada. Eles começaram a reter os pagamentos devidos a Boulton e Watt, que em 1795 haviam caído. Do total de £ 21 000 (equivalente a £ 2 190 000 em 2019) devido, apenas £ 2 500 foram recebidos. Watt foi forçado a ir ao tribunal para fazer cumprir suas reivindicações.
Ele processou Bull pela primeira vez em 1793. O júri decidiu sobre Watt, mas a questão de saber se a especificação original da patente era válida ou não foi deixada para outro julgamento. Nesse ínterim, foram expedidas liminares contra os infratores, obrigando o pagamento dos royalties a ficar sob custódia. O julgamento de apuração da validade das especificações realizado no ano seguinte foi inconclusivo, mas as liminares permaneceram em vigor e os infratores, com exceção de Jonathan Hornblower, começaram todos a resolver seus casos. Hornblower logo foi levado a julgamento e o veredicto dos quatro juízes (em 1799) foi decisivamente a favor de Watt. Seu amigo John Wilkinson, que havia resolvido o problema de perfuração de um cilindro preciso, era um caso particularmente grave. Ele havia erguido cerca de vinte motores sem o conhecimento de Boulton e Watts. Eles finalmente concordaram em resolver a infração em 1796. Boulton e Watt nunca cobraram tudo o que lhes era devido, mas as disputas foram todas resolvidas diretamente entre as partes ou por arbitragem. Esses testes foram extremamente caros em termos de dinheiro e tempo, mas acabaram sendo bem-sucedidos para a empresa.

## Copiadora
Antes de 1780, não havia um bom método para fazer cópias de cartas ou desenhos. O único método às vezes empregado era um mecanismo que utilizava canetas múltiplas vinculadas. Watt a princípio experimentou melhorar esse método, mas logo desistiu dessa abordagem porque era muito complicado. Em vez disso, ele decidiu tentar transferir fisicamente um pouco da tinta da frente do original para o verso de outra folha, umedecida com um solvente e pressionada contra o original. A segunda folha deveria ser fina, para que a tinta pudesse ser vista através dela quando a cópia fosse colocada contra a luz, reproduzindo assim o original com exatidão.
Watt começou a desenvolver o processo em 1779 e fez muitos experimentos para formular a tinta, selecionar o papel fino, planejar um método para umedecer o papel fino especial e fazer uma prensa adequada para aplicar a pressão correta para efetuar a transferência. Tudo isso exigia muita experimentação, mas ele logo teve sucesso suficiente para patentear o processo um ano depois. Watt formou outra parceria com Boulton (que forneceu o financiamento) e James Keir (para gerenciar o negócio) em uma empresa chamada James Watt and Co. A perfeição da invenção exigiu muito mais trabalho de desenvolvimento antes que pudesse ser usada rotineiramente por outros, mas isso foi realizado ao longo dos próximos anos. Boulton e Watt entregaram suas ações aos filhos em 1794. Tornou-se um sucesso comercial e foi amplamente utilizado em escritórios ainda no século XX.

## Experimentos Químicos
Desde cedo, Watt se interessou muito por química. No final de 1786, enquanto em Paris, ele testemunhou um experimento de Berthollet no qual ele reagiu ácido clorídrico com dióxido de manganês para produzir cloro. Ele já havia descoberto que uma solução aquosa de cloro podia branquear os tecidos e publicou suas descobertas, que despertaram grande interesse entre muitos rivais em potencial. Quando Watt voltou para a Grã-Bretanha, ele começou a fazer experimentos nesse sentido com a esperança de encontrar um processo comercialmente viável. Ele descobriu que uma mistura de sal (cloreto de sódio), dióxido de manganês e ácido sulfúrico poderia produzir cloro, que Watt acreditava ser um método mais barato. Ele passou o cloro em uma solução fraca de álcali e obteve uma solução turva que parecia ter boas propriedades de branqueamento. Ele logo comunicou esses resultados a James McGrigor, seu sogro, que era tintureiro em Glasgow. Caso contrário, ele tentou manter seu método em segredo.
Com McGrigor e sua esposa Annie, ele começou a expandir o processo e, em março de 1788, McGrigor conseguiu branquear 1 500 metros de tecido para sua satisfação. Mais ou menos nessa época, Berthollet descobriu o processo do sal e do ácido sulfúrico e o publicou de forma que se tornou de conhecimento público. Muitos outros começaram a experimentar a melhoria do processo, que ainda apresentava muitas deficiências, entre as quais o problema de transporte do produto líquido. Os rivais de Watt logo o ultrapassaram no desenvolvimento do processo e ele desistiu da corrida. Somente em 1799, quando Charles Tennant patenteou um processo para a produção de pó branqueador sólido (hipoclorito de cálcio), ele se tornou um sucesso comercial. Em 1794, Watt foi escolhido por Thomas Beddoes para fabricar aparelhos para produzir, limpar e armazenar gases para uso na nova Instituição Pneumática em Hotwells em Bristol. Watt continuou a fazer experiências com vários gases por vários anos, mas em 1797 os usos médicos dos "ares artificiais" chegaram a um beco sem saída.